# Passeig de Gràcia (metrostation)
Passeig de Gràcia is een metrostation in het centrum van de Spaanse stad Barcelona.
Het station is onderdeel van de Metro van Barcelona en wordt gebruikt voor lijnen L2, L3 en L4.
Het is gelegen in zone 1, op de hoek van Passeig de Gràcia en Gran Via de les Corts Catalanes. Het is ondergronds verbonden met het treinstation Barcelona Passeig de Gràcia, waar op meerdere voorstads- en middenlange afstandslijnen gestapt kan worden.

## Situatie
De halte aan lijn 3, de oudste van het station, heeft zijperrons van 95 meter lang en ligt onder de Passeig de Gràcia, tussen de straten Carrer d'Aragó en Carrer del Consell de Cent in de wijk Eixample. Boven beide uiteinden ligt er tussen het station en de straat een toegangshal. In de noordelijke vestibule, bij de Carrer d'Aragó, kan er over worden gestapt op de trein in het treinstation Passeig de Gràcia. Aan de zuidkant bevindt zich een ondergrondse gang van 250 meter die de halte aan lijn 3 verbindt met de haltes aan lijn 2 en 4. Door de lengte van deze gang neemt een overstap zo'n 10 minuten in beslag; de meeste Barcelonezen plannen hun reis dan ook zo dat ze, indien mogelijk, op een ander station overstappen.

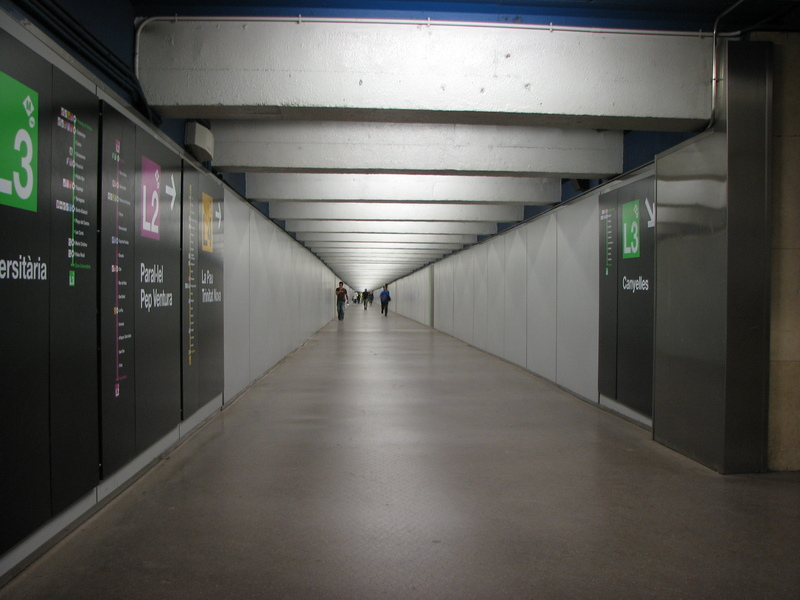
De voetgangerstunnel tussen lijn 3 en de andere lijnen

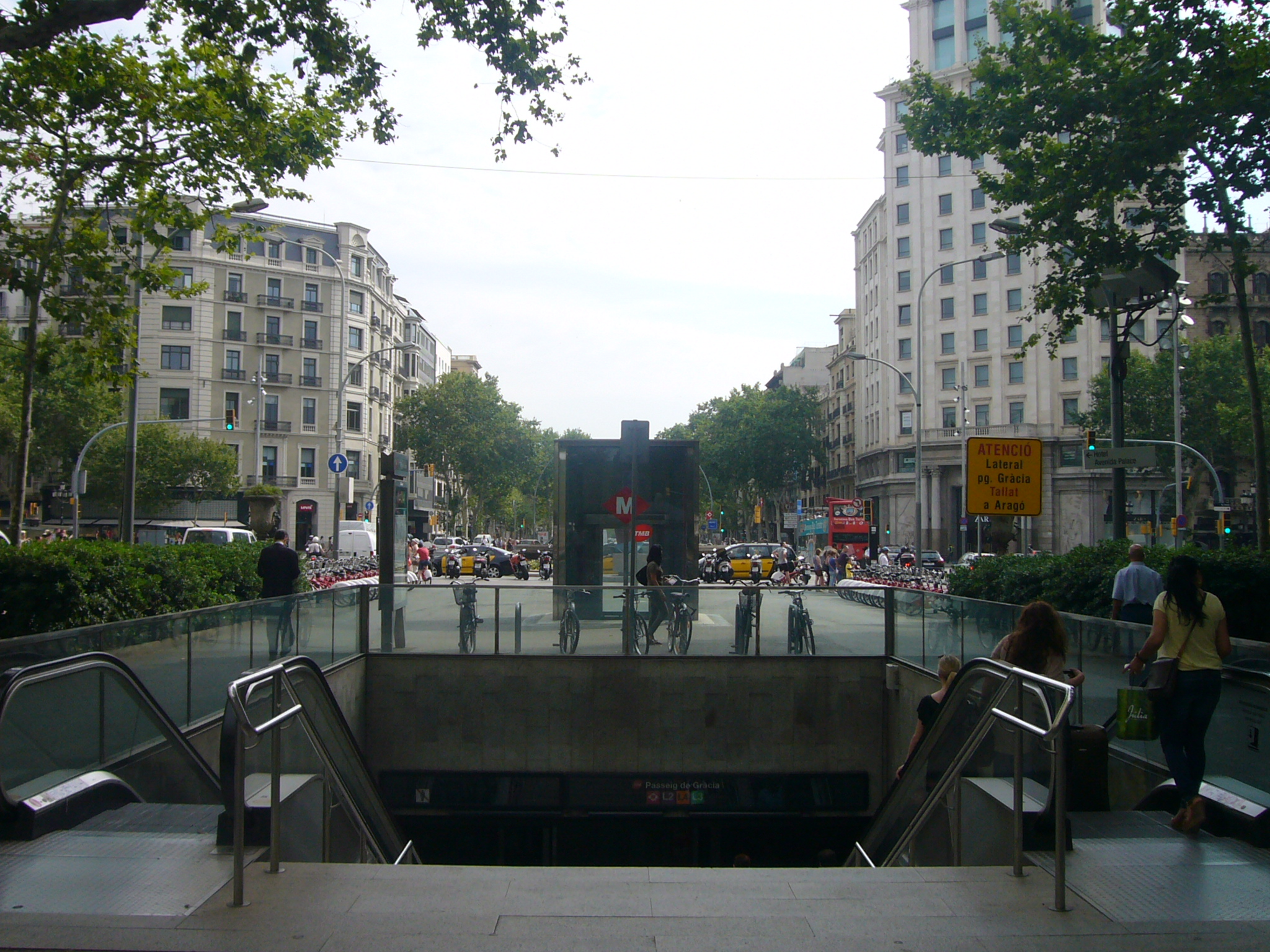
Ingang van het station in Gran Via, nabij de kruising met Passeig de Gràcia

De haltes aan lijn 2 en 4 liggen onder de kruising van Passeig de Gràcia met Gran Via. Er bevindt zich hier een toegangshal naast de zuidkant van de halte aan lijn 4, waar ook de voetgangerstunnel naar de halte aan lijn 3 op uitkomt, en boven beide uiteinden van lijn 2. De overstap tussen beide lijnen wordt gemaakt door middel van trappen en gangen aan de zuidkant van de halte aan lijn 4 enerzijds, en in het midden van de halte aan lijn 2 anderzijds. 
In de halte aan lijn 4, gelegen in een flauwe bocht en bestaande uit zijperrons, zijn beide richtingen gescheiden door middel van een wand. 
De perrons aan lijn twee liggen tussen beide richtingen, waarvan de gescheiden tunnelbuizen een eind uit elkaar liggen. Trappen van en naar de toegangshallen en de andere lijnen komen ook uit tussen beide richtingen, waardoor deze halte een indeling krijgt die gebruikelijk is voor stations van de metro van Londen. Bovendien rijden de treinen gezien vanuit de rijrichting aan de linker kant, het tegenovergestelde van wat gebruikelijk is in dit metrosysteem. 

## Geschiedenis
De halte aan lijn 3 is als eerste geopend, in 1924, onder de naam 'Aragón', aan wat toen de Gran Metro de Barcelona heette, de eerste metrolijn van de stad die liep van station Catalunya tot station Lesseps. Reden voor de naamgeving was de plek waar het station lag, namelijk onder de hoek van de Passeig de Gràcia en Carrer Aragón.
In 1926 werd een aftakking van de Gran Metro de Barcelona geopend, lijn IV, die liep van dit station richting Urquinaona. 
In 1972 werd de naam veranderd in 'Aragón-Gran Via' en het jaar daarop krijgt lijn IV een aparte halte, als onderdeel van een uitbreiding van deze lijn vanaf station Urquinaona naar Joanic. In 1982 werd de naam voor het laatst veranderd in het huidige Passeig de Gràcia, en krijgen de lijnen Arabische cijfers in plaats van Romeinse.
Sinds 1995 rijdt behalve de lijnen 3 en 4 ook lijn 2 langs het station.

## Omgeving
Het station heeft ingangen aan Passeig de Gràcia, Carrer d'Aragó Carrer del Consell de Cent en Gran Via. In de buurt van het station zijn de volgende bezienswaardigheden:
- Casa Batlló
- Casa Amatller
- Fundació Antoni Tàpies